# IC 88
IC 88 ist eine Spiralgalaxie mit aktivem Galaxienkern vom Hubble-Typ SABbc im Sternbild Walfisch am Südsternhimmel. Sie ist schätzungsweise 877 Millionen Lichtjahre von der Milchstraße entfernt und hat einen Durchmesser von etwa 100.000 Lj.
Im selben Himmelsareal befinden sich u. a. die Galaxien NGC 428 und IC 87.
Das Objekt wurde am 12. Dezember 1893 vom französischen Astronomen Stéphane Javelle entdeckt.